# Campeonato Mundial de Voleibol Feminino de 1998
O Campeonato Mundial de Voleibol Feminino de 1998 foi a 13ª edição do torneio, organizado pela FIVB. Foi realizado em 7 cidades do Japão:  Tóquio, Tokuyama, Matsumoto, Kagoshima, Nagóia, Fukuoka e Osaka, disputado de 3 a 12 de novembro de 1998.
Cuba de forma invicta, conquistou o terceiro título mundial (foram campeãs em 1978 e 1994) após derrotar a China em sets diretos na grande final. Na decisão do terceiro lugar a Rússia derrotou o Brasil por 3 sets a 1 e ficou com a medalha de bronze.

## Times
| Grupo A – Tóquio - Japão - Quênia - Países Baixos - Peru | Grupo B – Tokuyama - Bulgária - Cuba - Itália - Estados Unidos | Grupo C – Matsumoto - Brasil - República Dominicana - Alemanha - Rússia | Grupo D – Kagoshima - China - Croácia - Tailândia - Coreia do Sul |

## Fase Preliminar

### Grupo A
|    | Time          | Pontos | J | V | D | PP | PC | Pontos Average | SP | SC | Sets Average |
| -- | ------------- | ------ | - | - | - | -- | -- | -------------- | -- | -- | ------------ |
| 1. | Japão         | 6      | 3 | 3 | 0 |    |    | 2.273          | 9  | 0  | MAX          |
| 2. | Países Baixos | 5      | 3 | 2 | 1 |    |    | 1.439          | 6  | 3  | 2.000        |
| 3. | Peru          | 4      | 3 | 1 | 2 |    |    | 0.727          | 3  | 8  | 0.375        |
| 4. | Quênia        | 3      | 3 | 0 | 3 |    |    | 0.565          | 2  | 9  | 0.222        |

- Terça 3 de novembro

|               |       |        |                   |  |
| Países Baixos | 3 – 0 | Quênia | 15- 7 15- 1 15- 6 |  |
| Japão         | 3 – 0 | Peru   | 15- 8 15- 6 15- 3 |  |

- Quarta 4 de novembro

|               |       |        |                   |  |
| Países Baixos | 3 – 0 | Peru   | 15- 3 15- 6 16-14 |  |
| Japão         | 3 – 0 | Quênia | 15- 5 15- 4 15- 2 |  |

- Quinta 5 de novembro

|       |       |               |                               |  |
| Peru  | 3 – 2 | Quênia        | 15- 9 13-15 6 -15 15-10 15-13 |  |
| Japão | 3 – 0 | Países Baixos | 15- 9 15-12 15- 6             |  |

### Grupo B
|    | Time           | Pontos | J | V | D | PP | PC | Pontos Average | SP | SC | Sets Average |
| -- | -------------- | ------ | - | - | - | -- | -- | -------------- | -- | -- | ------------ |
| 1. | Cuba           | 6      | 3 | 3 | 0 |    |    | 1.663          | 9  | 1  | 9.000        |
| 2. | Itália         | 5      | 3 | 2 | 1 |    |    | 1.345          | 6  | 3  | 2.000        |
| 3. | Bulgária       | 4      | 3 | 1 | 2 |    |    | 0.873          | 4  | 6  | 0.666        |
| 4. | Estados Unidos | 3      | 3 | 0 | 3 |    |    | 0.459          | 0  | 9  | 0.000        |

- Terça 3 de novembro

|        |       |                |                   |  |
| Itália | 3 – 0 | Bulgária       | 15-12 15-10 15- 6 |  |
| Cuba   | 3 – 0 | Estados Unidos | 15- 7 15- 8 15-10 |  |

- Quarta 4 de novembro

|        |       |                |                         |  |
| Itália | 3 – 0 | Estados Unidos | 15- 7 15- 4 15- 3       |  |
| Cuba   | 3 – 1 | Bulgária       | 13-15 15- 6 15- 8 15- 8 |  |

- Quinta 5 de novembro

|          |       |                |                   |  |
| Cuba     | 3 – 0 | Itália         | 15- 7 15- 9 15-11 |  |
| Bulgária | 3 – 0 | Estados Unidos | 15- 3 15- 7 15-13 |  |

### Grupo C
|    | Time                 | Pontos | J | V | D | PP | PC | Pontos Average | SP | SC | Sets Average |
| -- | -------------------- | ------ | - | - | - | -- | -- | -------------- | -- | -- | ------------ |
| 1. | Rússia               | 6      | 3 | 3 | 0 |    |    | 2.500          | 9  | 0  | MAX          |
| 2. | Brasil               | 5      | 3 | 2 | 1 |    |    | 1.839          | 6  | 3  | 2.000        |
| 3. | República Dominicana | 4      | 3 | 1 | 2 |    |    | 0.500          | 3  | 8  | 0.375        |
| 4. | Alemanha             | 3      | 3 | 0 | 3 |    |    | 0.607          | 2  | 9  | 0.222        |

- Terça 3 de novembro

|                      |       |          |                               |  |
| República Dominicana | 3 – 2 | Alemanha | 1 -15 15-11 15- 6 7 -15 17-15 |  |
| Rússia               | 3 – 0 | Brasil   | 15- 7 15- 6 15-11             |  |

- Quarta 4 de novembro

|        |       |                      |                   |  |
| Brasil | 3 – 0 | República Dominicana | 15- 1 15- 4 15- 4 |  |
| Rússia | 3 – 0 | Alemanha             | 15- 8 15- 4 15- 6 |  |

- Quinta 5 de novembro

|        |       |                      |                   |  |
| Rússia | 3 – 0 | República Dominicana | 15- 3 15- 8 15- 1 |  |
| Brasil | 3 – 0 | Alemanha             | 15- 1 15- 4 15- 3 |  |

### Grupo D
|    | Time          | Pontos | J | V | D | PP | PC | Pontos Average | SP | SC | Sets Average |
| -- | ------------- | ------ | - | - | - | -- | -- | -------------- | -- | -- | ------------ |
| 1. | Coreia do Sul | 6      | 3 | 3 | 0 |    |    | 1.105          | 9  | 4  | 2.250        |
| 2. | China         | 5      | 3 | 2 | 1 |    |    | 1.380          | 8  | 5  | 1.600        |
| 3. | Croácia       | 4      | 3 | 1 | 2 |    |    | 1.006          | 7  | 6  | 1.166        |
| 4. | Tailândia     | 3      | 3 | 0 | 3 |    |    | 0.511          | 0  | 9  | 0.000        |

- Terça 3 de novembro

|               |       |           |                               |  |
| Coreia do Sul | 3 – 2 | Croácia   | 15-12 9 -15 15-12 7 -15 15-11 |  |
| China         | 3 – 0 | Tailândia | 15- 9 15- 2 15- 5             |  |

- Quarta 4 de novembro

|               |       |           |                               |  |
| China         | 3 – 2 | Croácia   | 9 -15 15- 5 15- 4 12-15 15-11 |  |
| Coreia do Sul | 3 – 0 | Tailândia | 15- 0 15-11 15-10             |  |

- Quinta 5 de novembro

|               |       |           |                               |  |
| Croácia       | 3 – 0 | Tailândia | 15- 9 15-13 15-10             |  |
| Coreia do Sul | 3 – 2 | China     | 15-13 17-15 6 -15 10-15 15- 9 |  |

## Segunda Fase

### Grupo E
|    | Time                 | Pontos | J | V | D | PP | PC | Pontos Average | SP | SC | Sets Average |
| -- | -------------------- | ------ | - | - | - | -- | -- | -------------- | -- | -- | ------------ |
| 1. | Rússia               | 10     | 5 | 5 | 0 |    |    | 2.274          | 15 | 1  | 15.000       |
| 2. | Brasil               | 9      | 5 | 4 | 1 |    |    | 1.907          | 12 | 3  | 4.000        |
| 3. | Japão                | 8      | 5 | 3 | 2 |    |    | 1.116          | 10 | 6  | 1.666        |
| 4. | Países Baixos        | 7      | 5 | 2 | 3 |    |    | 0.847          | 6  | 9  | 0.666        |
| 5. | Peru                 | 6      | 5 | 1 | 4 |    |    | 0.574          | 3  | 14 | 0.214        |
| 6. | República Dominicana | 5      | 5 | 0 | 5 |    |    | 0.492          | 2  | 15 | 0.133        |

- Sábado 7 de novembro

|        |       |                      |                               |  |
| Peru   | 3 – 2 | República Dominicana | 9 -15 15-12 15-13 8 -15 15-11 |  |
| Brasil | 3 – 0 | Países Baixos        | 15- 5 15- 7 15- 3             |  |
| Rússia | 3 – 1 | Japão                | 15-17 15- 7 15- 5 15- 8       |  |

- Domingo 8 de novembro

|               |       |                      |                   |  |
| Países Baixos | 3 – 0 | República Dominicana | 15- 8 15- 3 15- 7 |  |
| Rússia        | 3 – 0 | Peru                 | 15- 2 15- 9 15- 6 |  |
| Brasil        | 3 – 0 | Japão                | 15-10 15- 4 15- 7 |  |

- Segunda 9 de novembro

|        |       |                      |                   |  |
| Rússia | 3 – 0 | Países Baixos        | 15- 9 15- 5 15- 2 |  |
| Brasil | 3 – 0 | Peru                 | 15- 5 15- 5 15- 7 |  |
| Japão  | 3 – 0 | República Dominicana | 15- 1 15-13 15- 0 |  |

### Grupo F
|    | Time          | Pontos | J | V | D | PP | PC | Pontos Average | SP | SC | Sets Average |
| -- | ------------- | ------ | - | - | - | -- | -- | -------------- | -- | -- | ------------ |
| 1. | Cuba          | 10     | 5 | 5 | 0 |    |    | 1.770          | 15 | 1  | 15.000       |
| 2. | China         | 8      | 5 | 3 | 2 |    |    | 1.265          | 11 | 8  | 1.375        |
| 3. | Itália        | 7      | 5 | 2 | 3 |    |    | 0.931          | 8  | 9  | 0.888        |
| 4. | Croácia       | 7      | 5 | 2 | 3 |    |    | 0.915          | 10 | 12 | 0.833        |
| 5. | Coreia do Sul | 7      | 5 | 2 | 3 |    |    | 0.758          | 7  | 13 | 0.538        |
| 6. | Bulgária      | 6      | 5 | 1 | 4 |    |    | 0.804          | 5  | 13 | 0.384        |

- Sábado 7 de novembro

|         |       |               |                         |  |
| China   | 3 – 0 | Itália        | 15- 3 15- 8 15- 5       |  |
| Cuba    | 3 – 0 | Coreia do Sul | 15- 8 15- 2 15- 5       |  |
| Croácia | 3 – 1 | Bulgária      | 15- 9 16-14 11-15 17-15 |  |

- Domingo 8 de novembro

|          |       |               |                               |  |
| Cuba     | 3 – 0 | China         | 15- 6 15- 8 15-11             |  |
| Croácia  | 3 – 2 | Itália        | 10-15 15-13 8 -15 15-12 15-12 |  |
| Bulgária | 3 – 1 | Coreia do Sul | 15- 5 12-15 15- 6 15-12       |  |

- Segunda 9 de novembro

|        |       |               |                   |  |
| Cuba   | 3 – 0 | Croácia       | 15-11 16-14 15- 6 |  |
| China  | 3 – 0 | Bulgária      | 15-12 15- 8 15- 2 |  |
| Itália | 3 – 0 | Coreia do Sul | 16-14 16-14 15- 8 |  |

## Fase Final

### Partidas de Classificação
- Quarta 11 de novembro

|         |       |               |                   |  |
| Itália  | 3 – 0 | Países Baixos | 15- 7 15- 4 16-14 |  |
| Croácia | 3 – 0 | Japão         | 15-13 15- 5 15- 9 |  |

### Semifinais
- Quarta 11 de novembro

|       |       |        |                         |  |
| China | 3 – 0 | Rússia | 15- 4 15- 4 15- 9       |  |
| Cuba  | 3 – 1 | Brasil | 15-10 4 -15 15-11 15-10 |  |

### Finais
- Quinta 12 de novembro— Partida do 7º lugar

|               |       |       |                         |  |
| Países Baixos | 3 – 1 | Japão | 15-12 3 -15 15-10 15- 8 |  |

- Quinta 12 de novembro — Partida do 5º lugar

|        |       |         |                   |  |
| Itália | 3 – 0 | Croácia | 15- 7 15-10 15- 8 |  |

- Quinta 12 de novembro — Disputa do Bronze

|        |       |        |                         |  |
| Rússia | 3 – 1 | Brasil | 13-15 15- 5 15-11 15-13 |  |

- Quinta 12 de novembro — Final

|      |       |       |                   |  |
| Cuba | 3 – 0 | China | 15- 4 16-14 15-12 |  |

## Classificação Final
| 1. Cuba 2. China 3. Rússia 4. Brasil 5. Itália 6. Croácia 7. Países Baixos 8. Japão 9. Coreia do Sul 10. Peru 11. Bulgária 12. República Dominicana 13. Alemanha 14. Quênia 15. Tailândia 16. Estados Unidos \| Campeonato Mundial de Voleibol Feminino de 1998 \| \| Campeão \| \| ----------------------------------------------- \| \| Cuba 3º Título \| Elenco Yumilka Ruiz, Marlenis Costa, Mireya Luis, Lilian Izquierdo, Regla Bell, Indira Mestre, Regla Torres, Liana Mesa, Taismary Agüero, Ana Fernández, Mirka Francia, e Martha Sánchez. · Treinador: Antonio Perdomo. |
| Campeonato Mundial de Voleibol Feminino de 1998 |
| Campeão |
| |
| Cuba 3º Título |

## Prêmios Individuais
| - Most Valuable Player: - Regla Torres Cuba · - Maior Pontuadora: - Barbara Jelić Croácia · - Melhor Atacante: - Ana Fernández Cuba · - Melhor Bloqueadora: - Regla Torres Cuba · - Melhor Sacadora: - Elles Leferink Países Baixos | - Melhor Defensora: - Hiroko Tsukumo Japão · - Melhor Levantadora: - Maurizia Cacciatori Itália · - Melhor Recepção: - Hiroko Tsukumo Japão · - Melhor Treinador: - Antonio Perdomo Cuba · - Treinador Mais Criativo: - Nobuchika Kuzuwa Japão |